# Associazione Calcio Entella 1940-1941
Questa voce raccoglie le informazioni riguardanti l'Associazione Calcio Entella nelle competizioni ufficiali della stagione 1940-1941.

## Stagione
Nella stagione 1940-1941 l'Entella disputò il campionato di Serie C, ritirandosi dopo la 22ª giornata. Le gare disputate durante il girone di andata vennero ritenute valide dalla Federazione Italiana Giuoco Calcio, che annullò le sei disputate nel girone di ritorno prima del ritiro. Il piazzamento avrebbe dovuto far retrocedere l'Entella in Prima Divisione, ma venne ripescata in Serie C a completamento organici.

## Divise
| Prima divisa |

## Rosa
| N. |                   | Ruolo | Calciatore       |
| -- | ----------------- | ----- | ---------------- |
|    | Italia (bandiera) |       | Paolo Bacigalupo |
|    | Italia (bandiera) |       | A. Baffioni      |
|    | Italia (bandiera) |       | Gino Becattini   |
|    | Italia (bandiera) |       | Dante Biancalani |
|    | Italia (bandiera) |       | Giovanni Canale  |
|    | Italia (bandiera) |       | U. Carlini       |
|    | Italia (bandiera) |       | Pietro Caviglia  |
|    | Italia (bandiera) |       | Giuseppe Custo I |
|    | Italia (bandiera) |       | Custo II         |
|    | Italia (bandiera) |       | Da Monte         |
|    | Italia (bandiera) |       | A. Daveggio      |
|    | Italia (bandiera) |       | A. Del Corso     |

| N. |                   | Ruolo | Calciatore                      |
| -- | ----------------- | ----- | ------------------------------- |
|    | Italia (bandiera) |       | Grassi                          |
|    | Italia (bandiera) |       | Abramo Guidetti                 |
|    | Italia (bandiera) |       | Rodolfo Martinetto              |
|    | Italia (bandiera) |       | Adriano Mongai                  |
|    | Italia (bandiera) |       | Oliva                           |
|    | Italia (bandiera) |       | Aldo Popoli                     |
|    | Italia (bandiera) |       | Mario Puppo                     |
|    | Italia (bandiera) |       | Giovanni Battista Sanguineti II |
|    | Italia (bandiera) |       | Scarpellini                     |
|    | Italia (bandiera) |       | S. Scotto                       |
|    | Italia (bandiera) |       | G. Speranza                     |
|    | Italia (bandiera) |       | Mario Vaccaro                   |